# Dendropsophus shiwiarum
Dendropsophus shiwiarum é uma espécie de anfíbio anuro da família Hylidae. Está presente no Equador. A UICN classificou-a como pouco preocupante.